# Chambre de Hongrie
La Chambre de Hongrie ou Chambre royale hongroise (Udvari Kamara ou Magyar Királyi Kamara en hongrois ; Ungarischen Hofkammer en allemand ; Camera Aulica ou  Camerae Ungaricae  en latin) est l'institution suprême pour les finances et l'économie du royaume de Hongrie, opérant de fait sous le contrôle des autorités centrales de Vienne (Hofkammer). Basée à Pozsony, en actuelle Slovaquie, puis à Buda, la Chambre de Hongrie exista de 1526 à 1848. 

## Histoire
La Chambre royale hongroise est créée par Ferdinand Ier (1526-1564) en 1527. Son siège se situe à Pozsony, capitale du royaume hongrois de 1536 à 1848, jusqu'en 1784, année où Joseph II la fait transférer à Buda. Elle sera ensuite associée au Conseil de Lieutenance royal hongrois (Magyar Királyi Helytartótanácsot). Restructurée par Marie-Thérèse et Joseph II, elle devient "Chambre générale" (allgemeine Hofkammer) de 1816 à 1848, gérée par un ministre des Finances. Elle fait place au ministère des Finances.
La Chambre de Szepes est son équivalent pour la partie orientale du royaume. Les finances de la Transylvanie sont gérées par l'Administration du Trésor (Kincstartóság ; Thesaurariatus), intégrée au Gubernium (de) par Joseph II.

## Présidents de la chambre
| Nom                          | Début de mandat | Fin de mandant | Remarque                                  |
| ---------------------------- | --------------- | -------------- | ----------------------------------------- |
| Miklós Gerendi (hu)          | 1527            | 1529           | Evêque de Transylvanie                    |
| István Pemflinger            | 1531            | 1536           |                                           |
| Albert Pereghi               | 1537            | 1546           | Prévôt de Pécs                            |
| Balázs Pétervárady           | 1547            | 1549           | Prévôt de Jászó                           |
| Ferenc (hu) Thurzó           | 1549            | 1556           | Evêque de Nyitra                          |
| János (hu) Dessewffy         | 1557            | 1561           | Maître des portes                         |
| János Ujlaky                 | 1561            | 1568           | Evêque de Vác                             |
| István Radéczy (hu)          | 1568            | 1586           | Evêque d'Eger                             |
| István Fejérkövy (hu)        | 1587            | 1596           | Evêque                                    |
| István Szuhay (hu)           | 1596            | 1608           | Archevêque                                |
| Tamás Vizkelethy             | 1609            | 1611           |                                           |
| László Hethesi Pethe         | 1612            | 1617           |                                           |
| Gáspár Véglai Horváth        | 1619            | 1624           |                                           |
| Pál (hu) Pálffy              | 1625            | 1646           | Palatin de Hongrie                        |
| Gáspár Lippay                | 1646            | 1652           |                                           |
| György Rakoviczky            | 1653            | 1654           | senior consiliarius                       |
| Mihály Majthényi             | 1655            |                |                                           |
| István (hu) Zichy            | 1655            | 1671           | Maître du trésor                          |
| Leopold Karl von Kollonitsch | 1671            | 1684           |                                           |
| Kristóf Antal Erdődy         | 1684            | 1704           |                                           |
| Ottó Kristóf Volkra          | 1705            | 1709           | vice-président puis président             |
| Sándor Erdődy                | 1710            | 1718           |                                           |
| Lajos Thavonath              | 1718            | 1720           | commissaire royal puis président          |
| János Ignác Viechter         | 1720            |                | commissaire royal puis président          |
| György Lipót Erdődy          | 1720            | 1748           |                                           |
| Antal Grassalkovitch (hu)    | 1748            | 1771           | Garde de la Couronne hongroise (koronaőr) |
| Nepomuk János Erdődy         | 1772            | 1782           |                                           |

## Sources, références
1. ↑  Ember Győző: Az újkori magyar közigazgatás története Mohácstól a török kiűzéséig. Budapest 1946, 131.

- Société Szent István: Magyar katolikus lexikon , Ed. Viczián János, Budapest, 2008
- T. Fellner, H. Kretschmayr, F. Walter: Die österreichische Zentralverwaltung, p.1907-71, austria-lexicon.at (AEIOU), "Hofkammer,"